# وون جی آن
وون جی آن (کره‌ای: 원지안؛ زادهٔ کیم این سون در ۱۷ اوت ۱۹۹۹) بازیگر اهل کره جنوبی است که حرفه بازیگری خود را در دی.پی. (۲۰۲۱) آغاز کرد و به خاطر ایفای نقش در اگه آرزوتو بگی (۲۰۲۲) شناخته می‌شود.

## فیلم‌شناسی

### فیلم
| سال  | عنوان                | نقش         | توضیحات     | منابع |
| ---- | -------------------- | ----------- | ----------- | ----- |
| ۲۰۲۱ | یک پایان سال رنگارنگ | لیم آه یونگ | فیلم تیوینگ | [ ۲ ] |

### مجموعه تلویزیونی
| سال  | عنوان          | نقش          | منابع |
| ---- | -------------- | ------------ | ----- |
| ۲۰۲۲ | اگه آرزوتو بگی | ها جون کیونگ | [ ۳ ] |
| ۲۰۲۳ | ضربان قلب      | جو این هه    | [ ۴ ] |

### مجموعه اینترنتی
| سال  | عنوان              | نقش                | توضیحات | منابع |
| ---- | ------------------ | ------------------ | ------- | ----- |
| ۲۰۲۱ | دی.پی.             | مون یونگ اوک       | قسمت ۳  |       |
| ۲۰۲۲ | قانون‌شکنی نوجوانان | کیونگ دا جونگ      | فصل ۱–۲ | [ ۵ ] |
| ۲۰۲۴ | بازی مرکب ۲        | سه می (بازیکن ۳۸۰) |         | [ ۶ ] |
| ن/م  | Pleasant Bullying  | سو هیون            |         | [ ۷ ] |

## جوایز و نامزدی‌ها
| مراسم جوایز            | سال  | دسته                                | نامزد / اثر        | نتیجه    | منابع  |
| ---------------------- | ---- | ----------------------------------- | ------------------ | -------- | ------ |
| جوایز سریال اژدهای آبی | ۲۰۲۲ | بهترین بازیگر تازه‌کار زن            | قانون‌شکنی نوجوانان | نامزدشده | [ ۸ ]  |
| جوایز کات کارگردان     | ۲۰۲۲ | بهترین بازیگر تازه‌کار زن (تلویزیون) | دی.پی.             | نامزدشده | [ ۹ ]  |
| جوایز درامای کی‌بی‌اس    | ۲۰۲۳ | بهترین بازیگر تازه‌کار زن            | ضربان قلب          | نامزدشده | [ ۱۰ ] |
| جوایز درامای کی‌بی‌اس    | ۲۰۲۲ | بهترین بازیگر نقش مکمل زن           | اگه آرزوتو بگی     | نامزدشده | [ ۱۱ ] |
| جوایز اولین برند کره   | ۲۰۲۳ | بهترین بازیگر تازه‌کار زن            | اگه آرزوتو بگی     | برنده    | [ ۱۲ ] |